# Одар, Георг Александрович
Георг Александрович Одар (эст. Georg Odar; 3 октября 1915, Нарва, Эстляндская губерния — 7 сентября 1982) — шахтёр, депутат Верховного совета СССР 3-го созыва.

## Биография
В 1940-е годы работал шахтёром, был участником Стахановского движения.
Призван на военную службу 10 июля 1945. Должность в армии- стрелок. Был демобилизован 6 августа 1945.
В 1950 году избран депутатом Верховного совета СССР 3-го созыва (1950—1954) от Кивиылийского избирательного округа. Также избирался в состав Верховного совета Эстонской ССР.
Дальнейшая судьба неизвестна.

## Семья
Супруга Анна, четверо детей.